# Догори дном
«Догори дном» (фр. Sans dessus dessous) — науково-фантастичний роман Жуля Верна, опублікований 1889 року. Заключна частина трилогії про «Гарматний клуб». На думку французького дослідника Ф. Реймона, «найсучасніший» з романів письменника.

## Сюжет
В американському місті Балтімор організується товариство, яке назвало себе Арктичною промисловою компанією. Воно оголошує на весь світ, що 3 грудня 189… року в Балтіморі відбудеться аукціон, на який буде виставлено всі землі Північної півкулі від 84-ї паралелі до полюса. Викупити ці землі наважуються США (які представляє, власне Арктична промислова компанія), Англія, Данія, Швеція—Норвегія, Голландія та Росія. На аукціоні перемагає, звичайно, Америка, чий делегат, Вільям С. Форстер, запропонував двісті центів за кожну квадратну милю виставлених земель, тобто загалом понад 800 тисяч доларів.
Пізніше з'ясовується, що купівлю здійснено для Імпі Барбікена, голови всім відомого Гарматного клубу. Той повідомляє, що купив Північний полюс з метою використання його кам'яновугільних покладів. Недоступність полярних земель його не бентежить: керуючись принципом «якщо гора не йде до Магомета, то Магомет йде до гори», Барбікен вирішив змістити земну вісь, щоб колишній полюс опинився в помірній кліматичній зоні. Змістити полюс вирішують за допомогою величезної гармати і такого ж ядра: віддача від пострілу додасть Землі обертального руху, після закінчення якого земна вісь набуде нового нахилу відносно площини орбіти. Обчислити необхідну для цього силу доручають Дж. Т. Мастону, який робив колись розрахунки для «Колумбіади».
Однак космічні мандрівники, яки ще недавно вшановувало населення, несподівано стикаються з обуренням і засудженням громадськості: поворот земної осі неминуче порушить рівновагу планети, внаслідок чого води Світового океану перейдуть на новий рівень, затопивши густонаселені землі, і вбивши безліч людей. Однак це теж не бентежить Барбікена: йому байдужа решта світу, його хвилюють лише прибутки. Заради особистого збагачення він готовий на все. Мастон же, який розрахував параметри зброї та заряду, взагалі не замислюється про наслідки: він просто наївний вчений, відданий Барбікену.
Барбікен, заздалегідь зник із США, таємно проводить в Африці необхідні роботи, встановлюючи в горі Кіліманджаро гармату та заряд. Мастон, якого уряд ув'язнив, мовчить на всіх допитах, не видаючи місцезнаходження гармати. А проте відомості про будівництво просочуються назовні, і світ дізнається про Кіліманджаро. Провідні фізики, проаналізувавши отримані дані, видають похмурий прогноз: зміщення земної осі справді викличе гігантську припливну хвилю, яка винищить усе живе в низці країн. Загинуть мільйони людей. Евакуювати їх неможливо: для цього немає ні часу, ані коштів.
Опівночі 22 вересня того ж року Барбікен, дотримуючись свого плану, робить постріл із підготовленої зброї. Сейсмологи всього світу фіксують струс ґрунту. Але наступного дня, всупереч тривожним очікуванням, Сонце йде над землею звичним маршрутом. Світ одночасно і радіє, й дивується. Однак невдовзі виходить друком стаття француза-математика Альсіда П'єрде, який, єдиний з усіх людей, не боявся пострілу: повторивши розрахунки Мастона, він виявив у них помилку. У своїй статті математик доводить, що для зміщення полюса, якого бажав Гарматний клуб, необхідна зброя, що в трильйон разів перевищує побудовану Барбікеном гармату. Така зброя фізично не поміститься на планеті. Зроблений постріл справді змістив полюси Землі, але не на три тисячі кілометрів, а лише на три мікрони.
Гарматний клуб зазнав ганьби на весь світ. Барбікена з його спільниками навіть не ув'язнюють: вони й самі бояться вийти з дому. Мастон, завдяки своїй помилці, стає мало не національним героєм. Але це не заспокоює вченого: він вважає себе зганьбленим, і впадає у важку депресію. Пізніше, однак, він знаходить втіху у шлюбі з місіс Скорбіт, яка весь цей час прикривала та підтримувала його. Щастю молодят не заважає навіть той факт, що саме місіс Скорбіт, зателефонувавши колись Мастону, відволікла його від розрахунків, внаслідок чого він неправильно вказав у них довжину земного екватора.

## Цікаві факти
- У деяких аспектах описані Вірном взаємини Мастона і місіс Скорбіт нагадують реальну історію спонсорства шахрая-винахідника Джона Воррела Кілі мільйонеркою Кларою Мур[en].
- Задум роману виник у Верна ще 1860-х роках[2][3].
- У романі простежується невідповідність вернівської карти карті світу — в «Подорожах і пригодах капітана Геттераса» Верн визначає Північний полюс як діючий вулкан посередині моря, але невідомо, про які райони і вугільні родовища говорить Барбікен (хоча на Шпіцбергені є родовища вугілля і руд металів). Втім, у книзі залишається застереження, що план зсуву осі переслідує суто комерційні цілі Гарматного клубу з отримання замовлень та демонстрації сили.
- В особливому додатку до французького видання роману є «Додаткова глава, яку мало хто зрозуміє», в якій усі обчислення доводить математик і гірський інженер Г. Бадуро.